# Due iole
Il due iole è un tipo di imbarcazione utilizzata per praticare il canottaggio in cui possono vogare 2 atleti più un timoniere, è inoltre una barca di "punta" ossia ogni atleta aziona un solo remo.
Generalmente è costruita in legno, la forma dello scafo è caratteristica (larga e con il fasciame sporgente all'esterno) e si discosta completamente dalle geometrie affusolate delle barche cosiddette "fuoriscalmo" (ad esempio un quattro di coppia. La lunghezza è di circa 8-9 metri, e il peso di circa 70-90 chilogrammi a seconda delle realizzazioni.